# Draba spruceana
Draba spruceana är en korsblommig växtart som beskrevs av Hugh Algernon Weddell. Draba spruceana ingår i släktet drabor, och familjen korsblommiga växter. IUCN kategoriserar arten globalt som sårbar. Inga underarter finns listade i Catalogue of Life.